# Francesco Taormina
Francesco Taormina (Palermo, 19 luglio 1903 – 29 agosto 1972) è stato un politico e avvocato italiano.

## Biografia
Avvocato, durante la Resistenza è impegnato nel Comitato di Liberazione Nazionale (CLN) nella provincia di Palermo. Militante nel Partito Socialista Italiano, diventa consigliere comunale a Palermo e segretario della federazione provinciale socialista di Palermo. Viene eletto all'Assemblea regionale siciliana nel 1947, nel 1951, nel 1955 e poi nuovamente nel 1967. Dal 1963 al 1964 è assessore e vicepresidente della Regione Sicilia.
Contrario al progetto del PSI-PSDI Unificati, si avvicina poi al Partito Comunista Italiano, con cui si candida come socialista indipendente e viene eletto alla Camera dei deputati 1968, aderendo al Gruppo misto, di cui fu anche presidente; termina il proprio mandato parlamentare nel maggio 1972. Muore nell'agosto dello stesso anno.